# Národní rozvojová a reformní komise Čínské lidové republiky
Národní rozvojová a reformní komise Čínské lidové republiky (čínsky v českém přepisu čung-chua žen-min kung-che-kuo kuo-ťia fa-čan che kaj-ke wej-jüan-chuej, pchin-jinem zhōnghuá rénmín gònghéguó guójiā fāzhǎn hé gǎigé wěiyuánhuì, znaky zjednodušené 中华人民共和国国家发展和改革委员会; zkráceně NRRK, anglickou zkratkou častěji také NDRC) je orgánem Státní rady Čínské lidové republiky na úrovni ministerstva. Mezi hlavní úlohy NRRK patří implementace politik a rozhodnutí přijatých Ústředním výborem Komunistické strany Číny zejména v oblastech národního ekonomického a společenského rozvoje a reforem.
Faktická působnost NRRK sahá od finančních a monetárních záležitostí, přes klíčové infrastrukturní projekty, hospodářský a zemědělský rozvoj, zahraniční ekonomické vztahy až po energetiku a životní prostředí. Kvůli tomu je také neformálně známá jako "malá Státní rada" (小国务院). Vysoká míra vlivu, kterou NRRK disponuje, vyplývá z úzkých pracovních vztahů s Kanceláří premiéra a se Sekretariátem Státní rady. 
Národní rozvojová a reformní komise byla zformována v roce 2003 sloučením Státní rozvojové plánovací komise, Státní komise pro reformu ekonomického systému a části Státní ekonomické a obchodní komise.
Od 12. března 2023 je předsedou Národní rozvojové a reformní komise Zheng Shanjie.